# Lista de municípios do Espírito Santo

Estado do Espírito Santo dividido em municípios

Esta é uma lista de municípios do Espírito Santo, que são as divisões oficiais do referido estado, localizado na Região Sudeste do Brasil. De acordo com o Instituto Brasileiro de Geografia e Estatística (IBGE), o estado possui 78 municípios, a sétima menor quantidade dentre as unidades da Federação, correspondendo a 1,40% do total de municípios do país.
Cada município possui sua sede, chamada de cidade, podendo ainda ser dividido em unidades menores chamadas de distritos, cujas sedes são chamadas de vilas. Os municípios gozam de autonomia política e se regem por lei orgânica, porém, diferente da União e dos estados, não dispõem de um poder judiciário, sendo administrados apenas por um prefeito e uma câmara de vereadores, que constituem, respectivamente, os poderes executivo e legislativo.
Com mais de 46 mil km² de área, o estado do Espírito Santo é um dos menores estados do Brasil com extensão comparável a países como a Estónia. Faz divisa com a Bahia ao norte, Minas Gerais a oeste e Rio de Janeiro ao sul. É banhado pelo Oceano Atlântico e faz parte do bioma da Mata Atlântica.
Vitória é a capital estadual e possui a quarta maior população capixaba, ficando atrás de Serra (527 240 habitantes), Vila Velha (501 325 habitantes) e Cariacica (383 917 habitantes). Serra também possuí a maior área urbanizada, enquanto Linhares é o município de maior em área territorial total. Por outro lado, Governador Lindenberg, desmembrado de Colatina pela lei estadual 5 638 de 11 de maio de 1998 após plebiscito em 29 de junho de 1997, é o município mais novo do estado, enquanto Divino de São Lourenço é o menos populoso, com menos de cinco mil habitantes.

## Municípios
A lista abaixo segue a ordem alfabética com todos os 78 municípios do Espírito Santo, incluindo seus nomes, os códigos numéricos que recebem do Instituto Brasileiro de Geografia e Estatística (IBGE) para fins estatísticos e computacionais, um mapa de localização no Espírito Santo do território municipal destacado em vermelho e seus símbolos (bandeira e brasão).
 †   Capital do estado 
| #  | Município               | Código IBGE | Localização | Bandeira | Brasão |
| -- | ----------------------- | ----------- | ----------- | -------- | ------ |
| 1  | Afonso Cláudio          | 3200102     |             |          |        |
| 2  | Água Doce do Norte      | 3200136     |             |          |        |
| 3  | Águia Branca            | 3200169     |             |          |        |
| 4  | Alegre                  | 3200201     |             |          |        |
| 5  | Alfredo Chaves          | 3200300     |             |          |        |
| 6  | Alto Rio Novo           | 3200359     |             |          |        |
| 7  | Anchieta                | 3200409     |             |          |        |
| 8  | Apiacá                  | 3200508     |             |          |        |
| 9  | Aracruz                 | 3200607     |             |          |        |
| 10 | Atílio Vivácqua         | 3200706     |             |          |        |
| 11 | Baixo Guandu            | 3200805     |             |          |        |
| 12 | Barra de São Francisco  | 3200904     |             |          |        |
| 13 | Boa Esperança           | 3201001     |             |          |        |
| 14 | Bom Jesus do Norte      | 3201100     |             |          |        |
| 15 | Brejetuba               | 3201159     |             |          |        |
| 16 | Cachoeiro de Itapemirim | 3201209     |             |          |        |
| 17 | Cariacica               | 3201308     |             |          |        |
| 18 | Castelo                 | 3201407     |             |          |        |
| 19 | Colatina                | 3201506     |             |          |        |
| 20 | Conceição da Barra      | 3201605     |             |          |        |
| 21 | Conceição do Castelo    | 3201704     |             |          |        |
| 22 | Divino de São Lourenço  | 3201803     |             |          |        |
| 23 | Domingos Martins        | 3201902     |             |          |        |
| 24 | Dores do Rio Preto      | 3202009     |             |          |        |
| 25 | Ecoporanga              | 3202108     |             |          |        |
| 26 | Fundão                  | 3202207     |             |          |        |
| 27 | Governador Lindenberg   | 3202256     |             |          |        |
| 28 | Guaçuí                  | 3202306     |             |          |        |
| 29 | Guarapari               | 3202405     |             |          |        |
| 30 | Ibatiba                 | 3202454     |             |          |        |
| 31 | Ibiraçu                 | 3202504     |             |          |        |
| 32 | Ibitirama               | 3202553     |             |          |        |
| 33 | Iconha                  | 3202603     |             |          |        |
| 34 | Irupi                   | 3202652     |             |          |        |
| 35 | Itaguaçu                | 3202702     |             |          |        |
| 36 | Itapemirim              | 3202801     |             |          |        |
| 37 | Itarana                 | 3202900     |             |          |        |
| 38 | Iúna                    | 3203007     |             |          |        |
| 39 | Jaguaré                 | 3203056     |             |          |        |
| 40 | Jerônimo Monteiro       | 3203106     |             |          |        |
| 41 | João Neiva              | 3203130     |             |          |        |
| 42 | Laranja da Terra        | 3203163     |             |          |        |
| 43 | Linhares                | 3203205     |             |          |        |
| 44 | Mantenópolis            | 3203304     |             |          |        |
| 45 | Marataízes              | 3203320     |             |          |        |
| 46 | Marechal Floriano       | 3203346     |             |          |        |
| 47 | Marilândia              | 3203353     |             |          |        |
| 48 | Mimoso do Sul           | 3203403     |             |          |        |
| 49 | Montanha                | 3203502     |             |          |        |
| 50 | Mucurici                | 3203601     |             |          |        |
| 51 | Muniz Freire            | 3203700     |             |          |        |
| 52 | Muqui                   | 3203809     |             |          |        |
| 53 | Nova Venécia            | 3203908     |             |          |        |
| 54 | Pancas                  | 3204005     |             |          |        |
| 55 | Pedro Canário           | 3204054     |             |          |        |
| 56 | Pinheiros               | 3204104     |             |          |        |
| 57 | Piúma                   | 3204203     |             |          |        |
| 58 | Ponto Belo              | 3204252     |             |          |        |
| 59 | Presidente Kennedy      | 3204302     |             |          |        |
| 60 | Rio Bananal             | 3204351     |             |          |        |
| 61 | Rio Novo do Sul         | 3204401     |             |          |        |
| 62 | Santa Leopoldina        | 3204500     |             |          |        |
| 63 | Santa Maria de Jetibá   | 3204559     |             |          |        |
| 64 | Santa Teresa            | 3204609     |             |          |        |
| 65 | São Domingos do Norte   | 3204658     |             |          |        |
| 66 | São Gabriel da Palha    | 3204708     |             |          |        |
| 67 | São José do Calçado     | 3204807     |             |          |        |
| 68 | São Mateus              | 3204906     |             |          |        |
| 69 | São Roque do Canaã      | 3204955     |             |          |        |
| 70 | Serra                   | 3205002     |             |          |        |
| 71 | Sooretama               | 3205010     |             |          |        |
| 72 | Vargem Alta             | 3205036     |             |          |        |
| 73 | Venda Nova do Imigrante | 3205069     |             |          |        |
| 74 | Viana                   | 3205101     |             |          |        |
| 75 | Vila Pavão              | 3205150     |             |          |        |
| 76 | Vila Valério            | 3205176     |             |          |        |
| 77 | Vila Velha              | 3205200     |             |          |        |
| 78 | Vitória†                | 3205309     |             |          |        |

## Galeria

Municípios mais populosos do estado do Espírito Santo
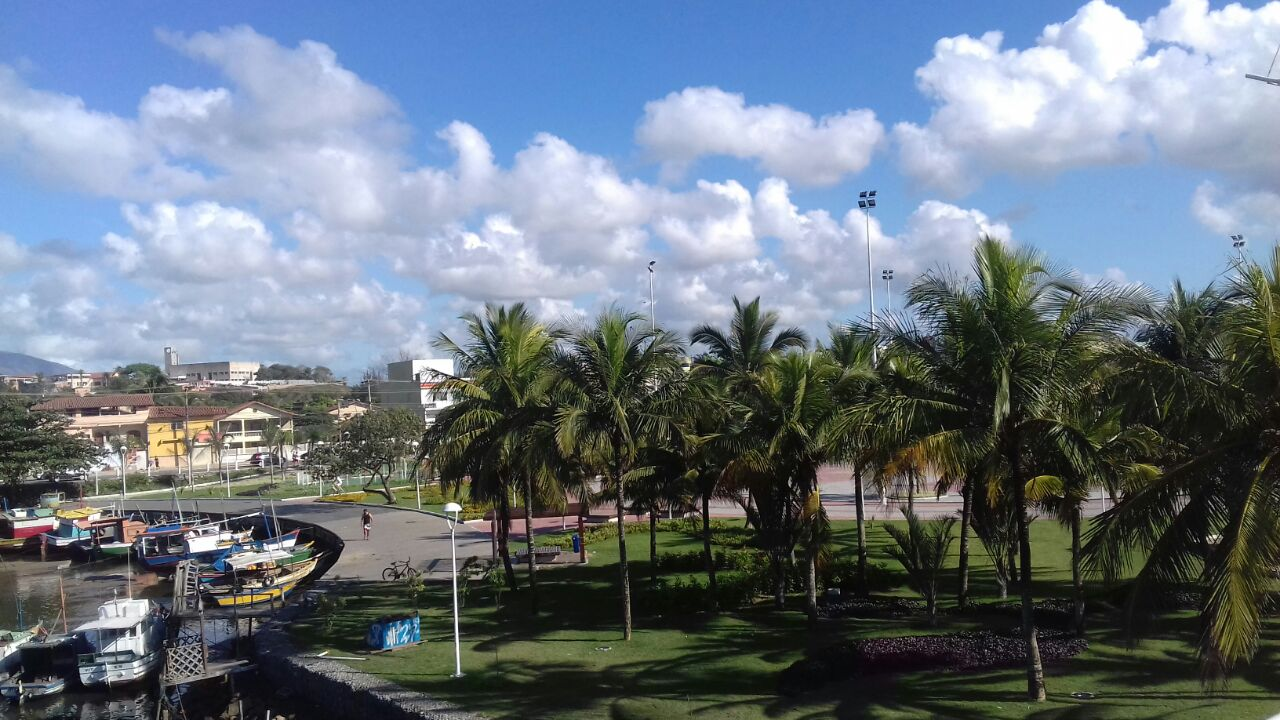
Serra, município mais populoso do Espírito Santo
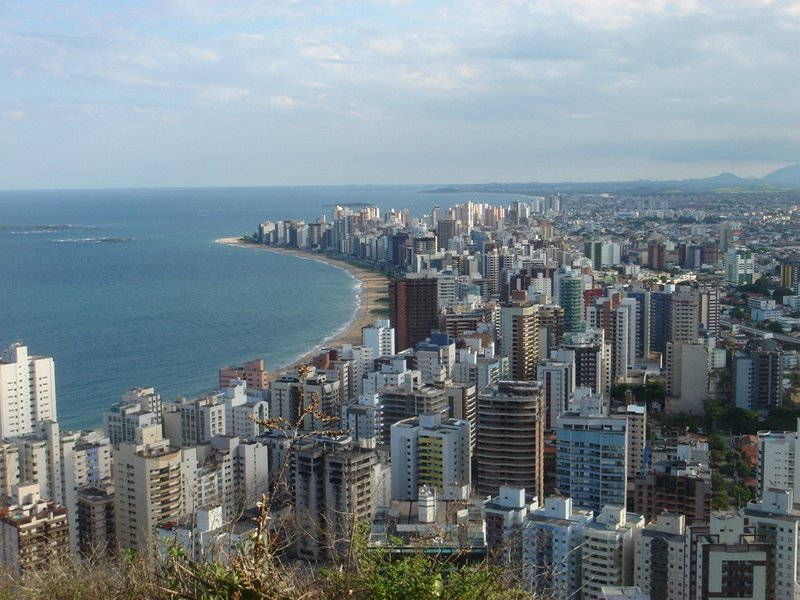
Vila Velha, segundo município mais populoso
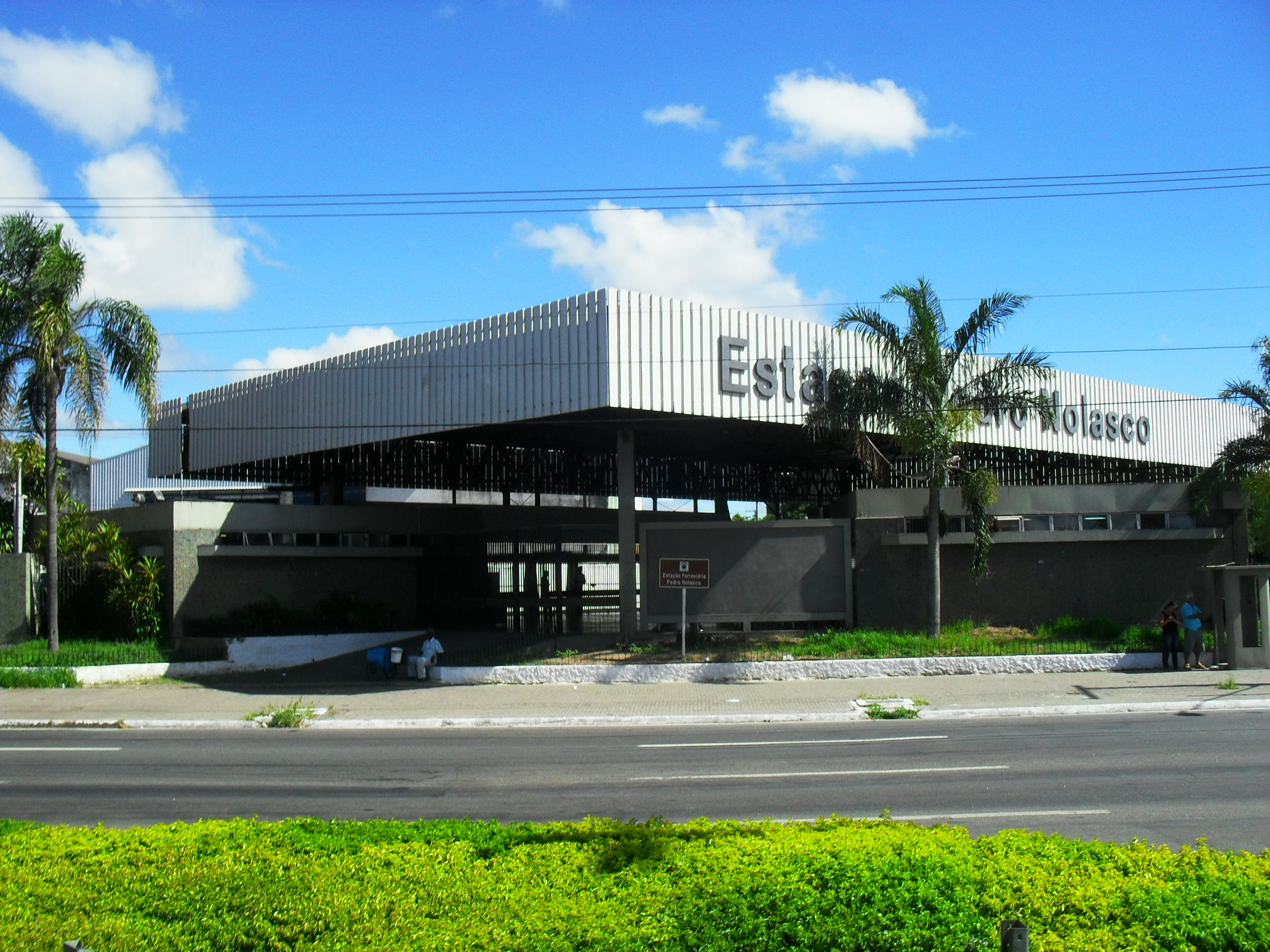
Cariacica, terceiro município mais populoso
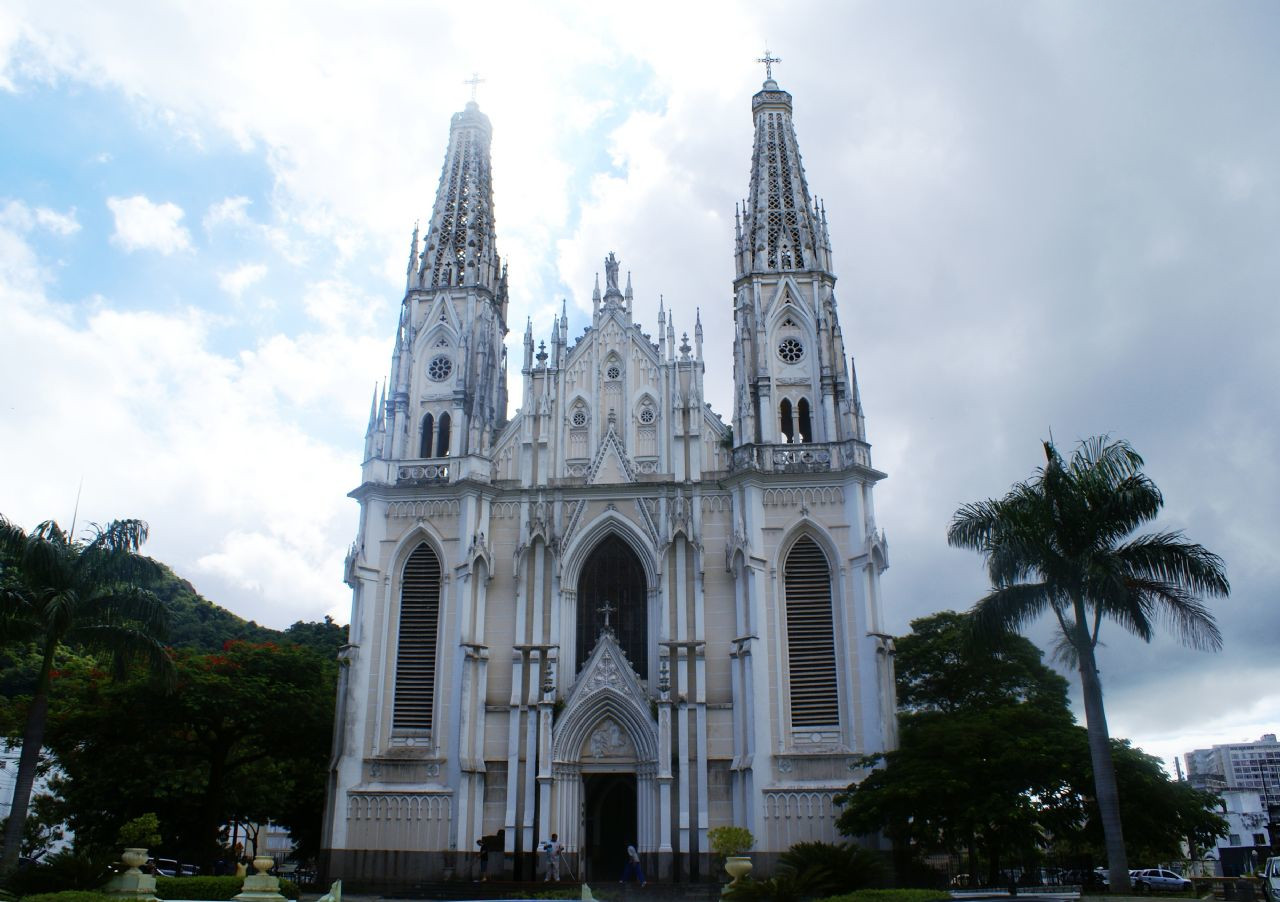
Vitória, capital e quarto município mais populoso
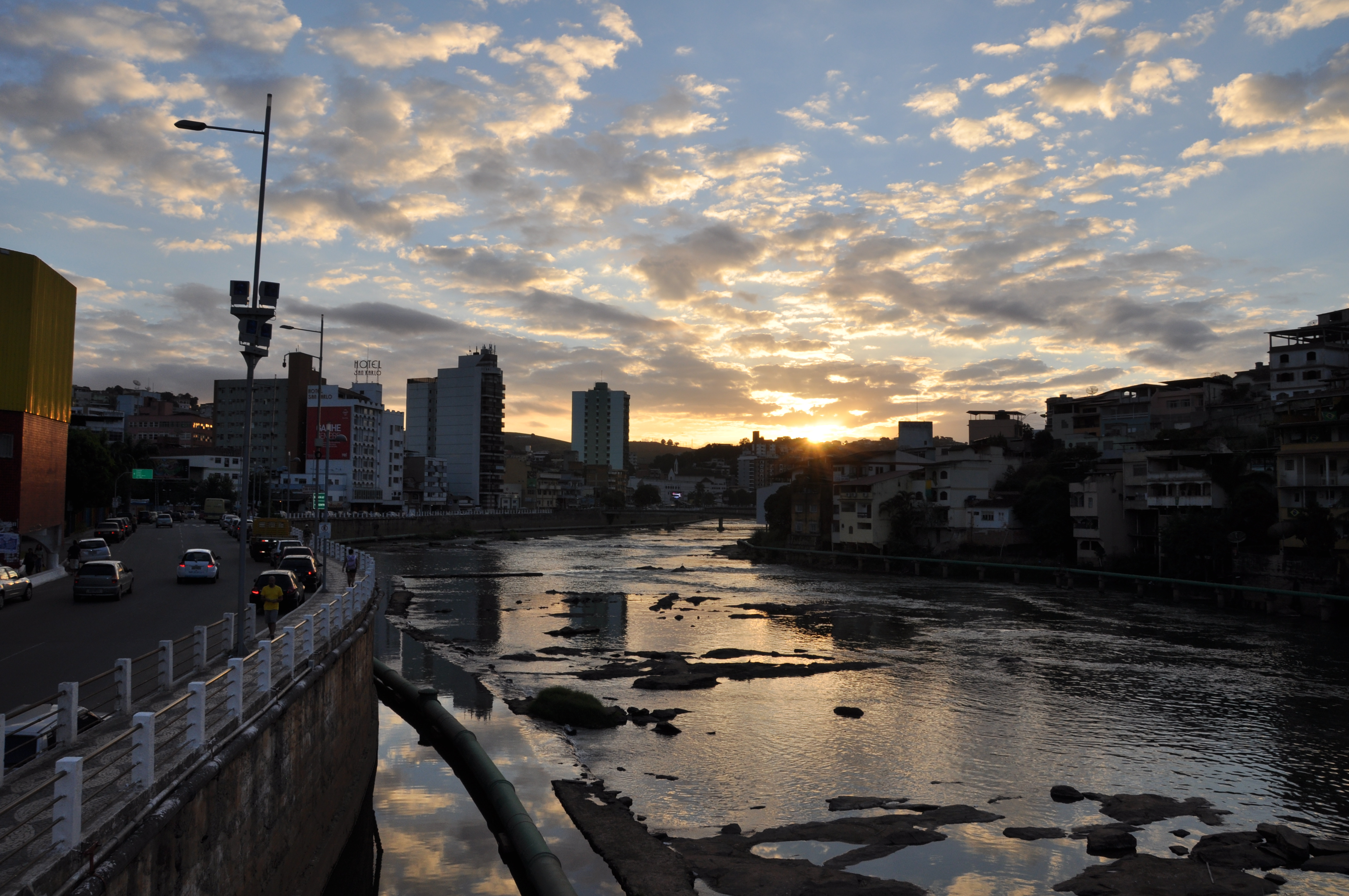
Cachoeiro de Itapemirim, quinto município mais populoso